# Walter Sehr
Walter Heinrich Julius Alexander Sehr, född 13 juli 1904 i Payerbach i Österrike-Ungern, var en österrikisk bobåkare. Han deltog vid olympiska vinterspelen 1928 i Sankt Moritz och placerade sig på sista plats efter att ha diskvalificerats i andra åket.